# Горгона (остров, Италия)
Горгона (итал. Isola di Gorgona) — остров в Средиземном море, входит в состав Тосканского архипелага, Италия. 
Наименьший остров среди островов Тосканского архипелага. Административно остров Горгона является территорией коммуны Ливорно в составе провинции Ливорно региона Тоскана.

## История
Этот остров был хорошо известен древним мореплавателям до римских времён, которые использовали его в качестве остановки в пути для пополнения воды. Изначально там проживали Этруски. Они же и дали название острова, вначале Urgon, а затем Gorgona.
В средние века[какого?] бенедиктинцы и цистерцианцы построили монастырь.
В 1283 году переходит во владения Пизы.
В 1406 году остров оказывается под влиянием Дома Медичи.
В 1869 году остров преобразуется в экспериментальную сельскохозяйственную каторжную колонию.

## Природа
Остров является природным заповедником.
Рельеф острова гористый.
Остров сложен кристаллическими горными породами.